# Falster
Falster é uma ilha da Dinamarca, com cerca de 486.2 km² de área e 43398 habitantes em 2010, uma parte significativa dos quais na principal cidade, Nykøbing Falster. O ponto mais meridional da Dinamarca, chamado "Gedser Odde", fica perto de Gedser, localidade nesta ilha.

## Towns and villages
Em 2012, a população distribuía-se pelas seguintes localidades:
| Nykøbing Falster | 16,394 |
| Nørre Alslev     | 2,384  |
| Stubbekøbing     | 2,304  |
| Nordbyen         | 1,693  |
| Væggerløse       | 1,347  |
| Idestrup         | 1,234  |
| Eskilstrup       | 1,091  |

| Gedser          | 793 |
| Marielyst       | 676 |
| Horbelev        | 595 |
| Orehoved        | 476 |
| Ønslev          | 404 |
| Systofte Skovby | 347 |

| Sønder Vedby Skovhuse | 317 |
| Horreby               | 306 |
| Nykøbing Strandhuse   | 277 |
| Øster Kippinge        | 261 |
| Hasselø Plantage      | 236 |
| Tingsted              | 228 |